# Law Pak
Law Pak (en chino tradicional, 羅北; en chino simplificado, 罗北; Hong Kong británico; 25 de mayo de 1933-15 de febrero de 2024) fue un futbolista y entrenador de fútbol taiwanés nacido en Hong Kong que jugó en la posición de defensa.

## Carrera

### Club
Jugó toda su carrera con el KMB Football Team de 1951 a 1967, con el que fue campeón nacional en dos ocasiones, y al mismo tiempo trabajaba como gerente para el Kowloon Motor Bus.

### Selección nacional
Jugó para Taiwán en 30 ocasiones de 1958 a 1967, participó en dos ediciones de la Copa Asiática, dos ediciones de los Juegos Asiáticos donde ganó la medalla de oro en la edición de 1958, y en los Juegos Olímpicos de Roma 1960. 

### Entrenador
| Periodo   | Club         |
| --------- | ------------ |
| 1974      | Yuen Long FC |
| 1975-1989 | Flying Camel |
| 1977-1981 | Taiwán       |
| 1990-1991 | Eastern AA   |

## Logros

### Jugador
- Primera División de Hong Kong (2): 1953/54, 1966/67
- Juegos Asiáticos (1): 1958

### Entrenador
- Enterprise Football League (4): 1983, 1984, 1985, 1988
- Copa CFTA (4): 1979, 1980, 1981, 1982